# La ley de la frontera
 La ley de la frontera es una película coproducción de Argentina y España dirigida por Adolfo Aristarain sobre su propio guion escrito según un argumento de Miguel Murado que se estrenó el 24 de agosto de 1995 y que tuvo como actores principales a Pere Ponce,	Aitana Sánchez-Gijón,  Achero Mañas y Federico Luppi.La película fue filmada parcialmente en el parque nacional de Peneda-Gerês, Portugal y en Orense, Pontevedra, Lugo y La Coruña (España)..

## Sinopsis
Dos ladrones y una fotógrafa se unen a un bandolero argentino de principios del siglo XX.

## Reparto
- Pere Ponce	...	João
- Aitana Sánchez-Gijón	...	Bárbara (John)
- Achero Mañas	...	Xan
- Federico Luppi	...	El Argentino
- Tito Valverde	...	Sargento Guardia Civil
- Agustín González	...	Capitán Legión
- Enrique San Francisco	...	Recaudador
- Tony Zenet	...	Octavio
- Antonio Gamero	...	Barbero
- Francisco Merino	...	Maragato
- María Adánez	...	María
- Felipe García Vélez	...	Cabo guardia
- José María Sacristán	...	Administrador
- Emiliano Redondo	...	Prior convento
- Ramiro Alonso	...	Guardia civil 2
- Raquel Sanchís	...	Mesonera
- Rubén Tobía	...	Alcalde
- Javier Lago	...	Guardinha
- José Luis Santos	...	Padre de Joao
- Gloria Ferreiro	...	Madre de Joao
- Félix Granado	...	Abogado
- Vicente Montoto	...	Tabernero
- Ernesto Chao	...	Vecino
- Pilar Martínez
- Noé Orosa	...	Niño minero
- Sergio Pazos	...	Lamacide
- Santiago Fernández	...	Minero 1
- Antonio Lagares	...	Minero 2
- Alfredo Rodríguez	...	Guardia minas
- José M. Conde	...	Jugador
- Chencho Campos	...	Pagador minas
- Elina Luaces	...	Señora coche
- José María Martínez...	Ayudante alcalde
- Willy Toledo	...	Guardia Prisión
- Ignacio Carreño	...	Bandido
- Ricardo Cruz	...	Bandido
- Santiago García	...	Bandido
- Luis Gutiérrez	...	Bandido
- Sergio Atares	...	Bandido
- Eugenio Alonso Yenes	...	Bandido
- Juan Cruz	...	Bandido
- Domicio Melero	...	Bandido
- Lucas Uranga	...	Pastor
- Maribel Pérez		...	Moza
- José María Olaizola	...	Sacerdote gallego
- Raúl de la Morena	...	Gregorio
- Enrique Salvador	...	Caballista
- Daniel Krisna Herrero	...	Caballista
- Manuel Cabrera		...	Caballista
- Domingo Cobo	...	Caballista
- Manuel Botana
- Ismael Martínez
- Antonio Resines
- Alexia Pardo	...	Él mismo

## Comentarios
Manrupe y Portela escriben:

«Verdaderamente entretenido. Interesa ver los temas y obsesiones del director en un entorno diferente al habitual.»

Ámbito Financiero escribió:

«Alegra ver el film de un argentino sin psicologismos ni frases trilladas.»

La Nación opinó:

«.»

Ricardo García Olivieri en Clarín dijo:

«Habría que ver más de una vez La Ley... y tener en cuenta el ajustado plazo dentro del cual fue facturada, para advertir hasta qué punto Aristarain domina su oficio.»

## Premios y nominaciones
Asociación de Cronistas Cinematográficos de la Argentina, Premio Cóndor de Plata 1996
- Nominada al Premio a la Mejor Película.
- Adolfo Aristarain, nominado al Premio al Mejor Director
- Aitana Sánchez-Gijón, nominada al Premio a la mejor Actriz
- Federico Luppi, nominado al Premio al Mejor Actor de Reparto
- Adolfo Aristarain, nominado al Premio al Mejor Guion original

Premios Fotogramas de Plata 1996
- Aitana Sánchez-Gijón, nominada al Premio a la mejor Actriz de Cine por Boca a Boca

Premios Goya, 1996
- Federico Luppi, nominado al Premio al Mejor Actor de Reparto
- María José Iglesias, nominada al Premio Mejor Diseño de Vestuario
- Premios Sant Jordi 1996
- Federico Luppi, ganador del Premio al Mejor Actor Español por Nadie hablará de nosotras cuando hayamos muerto.